# (1123) Shapleya
(1123) Shapleya – planetoida z pasa głównego asteroid okrążająca Słońce w ciągu 3 lat i 118 dni w średniej odległości 2,22 au. Została odkryta 21 września 1928 roku w Obserwatorium Simejiz na górze Koszka na Półwyspie Krymskim przez Grigorija Nieujmina. Nazwa planetoidy pochodzi od Harlowa Shapleya, amerykańskiego astronoma. Przed nadaniem nazwy planetoida nosiła oznaczenie tymczasowe (1123) 1928 ST.